# Erzbistum Chicago
Das Erzbistum Chicago (lateinisch Archidioecesis Chicagiensis, englisch Archdiocese of Chicago) ist ein römisch-katholisches Bistum in den Vereinigten Staaten. 
Der Erzbischof von Chicago, welcher Metropolit der Bistümer Belleville, Joliet in Illinois, Peoria, Rockford und Springfield in Illinois ist, wird in seiner Diözese von drei Weihbischöfen unterstützt und ist seit 1924 für gewöhnlich Kardinal.
Das Erzbistum umfasst die Gebiete Cook County und Lake County.

## Geschichte
Das Erzbistum wurde am 28. November 1843 aus Gebieten der Bistümer Saint Louis und Vincennes begründet und unterstand dem Erzbistum Saint Louis als Suffragandiözese.
Schon am 29. Juli 1853 wurde das Bistum Quincy und am 12. Februar 1875 das Bistum Peoria aus seinem Gebiet entnommen und Chicago selbst am 10. September 1880 zum Erzbistum und Metropolitansitz erhoben. Weitere Gebiete gab es am 27. September 1908 für das Bistum Rockford und am 11. Dezember 1948 für das Bistum Joliet in Illinois ab.

## Bischöfe von Chicago
1. William J. Quarter (1843–1848)
2. James Oliver Van de Velde SJ (1848–1853, dann Bischof von Natchez)
3. Anthony O’Regan (1853–1858)
4. James Duggan (1859–1880)

## Erzbischöfe von Chicago
1. Patrick Augustine Feehan (1880–1902)
2. James Edward Quigley (1903–1915)
3. George Kardinal Mundelein (1915–1939)
4. Samuel Kardinal Stritch (1939–1958, dann Pro-Präfekt der Kongregation de Propaganda Fide)
5. Albert Kardinal Meyer (1958–1965)
6. John Kardinal Cody (1965–1982)
7. Joseph Kardinal Bernardin (1982–1996)
8. Francis Kardinal George OMI (1997–2014)
9. Blase Joseph Kardinal Cupich (seit 2014)

## Weblinks

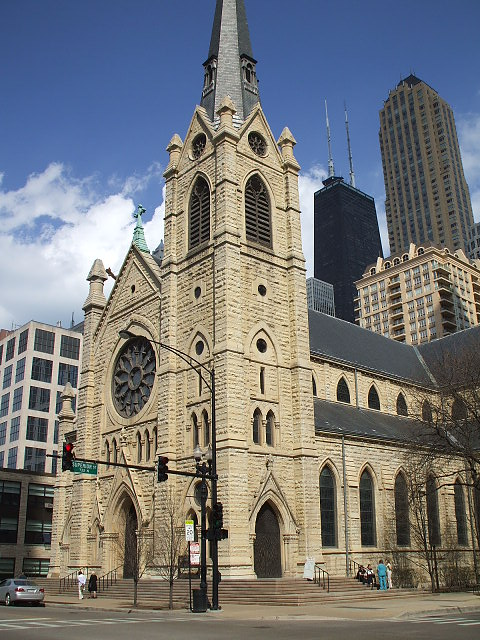
Holy Name Cathedral in Chicago